# 첸나이 FC
첸나이 FC(Chennaiyin FC)는 인도의 프로축구단으로 타밀나두주 첸나이를 연고지로 하고 있다. 현재 인도 슈퍼리그에 참가하고 있다.

## 선수 명단

### 현역
참고: FIFA 자격 규정에 따라 소속된 국가대표팀 국기를 표시합니다. 선수는 복수의 FIFA 비회원국 국적을 가지고 있을 수 있습니다.
| 번호 | 포지션 | 국적       | 이름            |
| ---- | ------ | ---------- | --------------- |
| 3    | DF     | 잉글랜드   | 라이언 에드워즈 |
| 10   | FW     | 스코틀랜드 | 코너 쉴즈       |

| 번호 | 포지션 | 국적 | 이름 |
| ---- | ------ | ---- | ---- |

## 역대 감독
| 감독            | 임기      |
| --------------- | --------- |
| 마르코 마테라치 | 2014~2016 |
| 오언 코일       | 2019~2020 |
| 오언 코일       | 2023~     |

틀:첸나이 FC 선수 명단